# Uchwała SN III CZP 72/96 Gawęda vs. Wałęsa
Uchwała Sądu Najwyższego z 20 września 1996 r. sygn. III CZP 72/96 – precedensowe (de facto) orzeczenie, w którym polski Sąd Najwyższy orzekł o niedopuszczalności dochodzenia na drodze sądowej obietnic wyborczych.

## Stan faktyczny
W grudniu 1995 mieszkaniec Kęt Józef Gawęda wystąpił z pozwem przeciwko byłemu Prezydentowi RP Lechowi Wałęsie o zapłatę kwoty 1000 złotych. Powództwo oparte było na złożonej przez Lecha Wałęsę w trakcie kampanii wyborczej przed wyborami prezydenckimi w 1990 obietnicy wypłacenia każdemu Polakowi kwoty 100 milionów (starych) złotych (tj. 10.000 nowych złotych) pochodzących z dochodów z prywatyzacji. Zdaniem powoda, Lech Wałęsa składając obietnicę zawarł umowę ze społeczeństwem, w tym także z nim, z której się nie wywiązał w trakcie swojej kadencji prezydenckiej.

## Postępowanie przed sądem rejonowym i sądem wojewódzkim
Jako że pozwany nie stawił się na wezwanie, Sąd Rejonowy zasądził zaocznie powództwo na rzecz Gawędy. Rozpatrując sprzeciw pozwanego od wyroku zaocznego, Sąd Rejonowy oddalił zarzut niedopuszczalności drogi sądowej. Wałęsa wniósł zażalenie na to postanowienie Sądu Rejonowego do Sądu Wojewódzkiego w Gdańsku. Rozpatrując sprawę, Sąd Wojewódzki 14 maja 1996 postanowił przedstawić zagadnienie prawne do rozpatrzenia Sądowi Najwyższemu, kierując do niego pytanie:
Czy hasła wyborcze, będące częścią składową kampanii wyborczej, mogą być źródłem zobowiązań cywilnoprawnych, a w związku z tym, czy dopuszczalne jest dochodzenie na drodze sądowej roszczeń, których źródło tkwi w hasłach wyborczych?

## Uchwała Sądu Najwyższego
W odpowiedzi na pytanie sądu wojewódzkiego, Sąd Najwyższy podjął uchwałę, iż nie jest dopuszczalne dochodzenie na drodze sądowej spełnienia obietnic wyborczych.
Zdaniem SN, obietnice wyborcze nie są zdarzeniami prawnymi w rozumieniu źródeł zobowiązania cywilnego i nie powodują skutków cywilnoprawnych. Sąd podkreślił, że składając obietnice wyborcze kandydat nie wyraża woli nawiązania z wyborcą stosunku cywilnoprawnego, a jedynie wyraża gotowość urzeczywistnienia prezentowanego programu wyborczego w granicach przypisanych do danego urzędu uprawnień oraz w ramach możliwości politycznych. Sąd Najwyższy podkreślił również, że w przypadku obietnic wyborczych nie mogą mieć zastosowania przepisy kodeksu cywilnego odnoszące się do instytucji przyrzeczenia publicznego (art. 919 i nast. k.c.).
Tym samym, niezrealizowanie programu wyborczego, zdaniem SN, nie pociąga za sobą odpowiedzialności cywilnej, a konsekwencje tego faktu mogą mieć charakter wyłącznie społeczny lub psychologiczny. W szczególności, polityk może utracić poparcie zawiedzionego elektoratu.
Jednocześnie, SN stwierdził, że przyjęcie odmiennego stanowiska prowadziłoby do powstania trudno wyobrażalnych konsekwencji w postaci warunków sprzyjających licznym procesom sądowym, angażujących po obydwu stronach uczestników kampanii wyborczych, na różnych szczeblach, także samorządowych, gdzie również w okresie wyborów popularyzowane są programy zawierające wiele obietnic skonkretyzowanych w proponowanych zadaniach.

## Krytyka uchwały
Uchwała SN spotkała się z generalnie krytycznym przyjęciem w doktrynie co do tezy wyrażonej w sentencji, niektórzy komentatorzy jednak w zasadzie zgadzają się z sugestią braku zasadności roszczenia powoda z punktu widzenia prawa materialnego.